# David Eto’o
David Pierre Eto’o Fils (* 13. Juni 1987 bzw. am 1. Januar 1988 in Yaoundé) ist ein kamerunischer ehemaliger Fußballspieler. 

## Werdegang
Nachdem er von 2003 bis 2005 für RCD Mallorca gespielt hatte, unterschrieb er nach vielen Wechseln in kurzer Zeit bei Metalurh Donezk, wo er jedoch auch nur wenige Monate blieb.
Ab Juli 2008 spielte er für ein Jahr lang beim CF Reus Deportiu in der Tercera División, der vierten spanischen Liga. Danach kehrte er zur Kadji Sports Academy in sein Heimatland Kamerun zurück. Nach zwei Jahren wechselte er zum slowenischen Verein FC Koper, wo er nur wenige Monate blieb. Seitdem spielt er für den kamerunischen Verein Union Douala.
Im Juli 2017 wurde Eto’o von Nationaltrainer Rigobert Song in den vorläufigen Kader Kameruns für die Qualifikationsspiele zur Afrikanischen Nationenmeisterschaft 2018 berufen.
Er ist ein Bruder von Samuel Eto’o (* 1981) und hat einen weiteren Bruder Etienne (* 1990).